# Vadzsraszattva

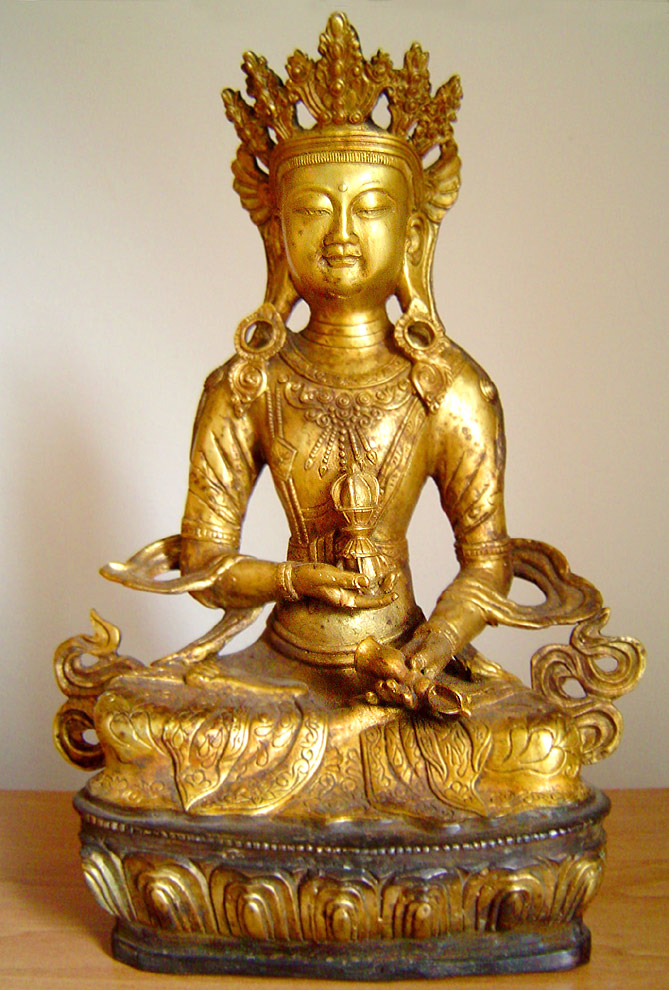
Tibeti stílusú Vadzsraszattva szobor, amely a jobb kezében tartja a vadzsrát és a balban a csengőt.

Vadzsraszattva (szanszkrit: वज्रसत्त्व, tibeti: རྡོ་རྗེ་སེམས་དཔའ།, mongol: Доржсэмбэ) a mahájána és a vadzsrajána buddhizmus egyik bodhiszattvája. A japán singon buddhizmusban Szamantabhadra bodhiszattva ezoterikus megtestesülése Vadzsraszattva, akit gyakran azonosítanak a gyakorló, aki a mester tanításain keresztül különleges ezoterikus szintet ér el. A tibeti buddhizmusban Vadzsraszattvát a szambhogakájával és a tisztító gyakorlattal azonosítják.
Vadzsraszattva két buddhista szöveg főszereplője: a Mahá-vairócsana-szútra és a Vadzsraszekhara-szútra.  A Gyémántbirodalom mandalában Vadzsraszattva Aksobhja buddha mellett ül keleti irányban.
Egyes ezoterikus hagyományvonalakban úgy tartják, hogy Nágárdzsuna találkozott Vadzsraszattvával egy dél-indiai toronyban, ahol ezoterikus tanításokat kapott tőle, így képes volt tovább adni a hagyományokban fontos történelmi tanítómestereknek a tudását.

## Tibeti buddhizmus
A tibeti buddhizmusban a Vadzsraszattva gyökér tantra Dordzse Gyan, avagy "vadzsra dísz". A Vadzsraszattva gyakorlatok népszerűek mind a tibeti buddhizmus mind a négy fő iskolájában, ahol egyrészt az elhomályosulásokat tisztítják, hogy a vadzsrajána tanuló a ngöndro tanításokon túl eljusson a tantra különböző jógagyakorlataihoz, másrészt a megszegett esküket tisztítják. Ezáltal a tibeti buddhizmusban a Vadzsraszattva gyakorlat alapvető fontosságú.
Ezen felül a Vadzsraszattva mantrának karmatisztító, békehozó, és megvilágosodást elősegítő tulajdonságot is tulajdonítanak. A 2001. szeptember 11-ei terrortámadásokat követően a nyingma iskola legmagasabb tulkuja, Dzogcsen Ponlop rinpocse bejelentett egy projektet „ima a békéért” néven, amelynek keretein belül a világ különböző tájain lévő gyakorlók elmondtak összesen egymilliárd hatszótagú Vadzsraszattva mantrát. A hatszótagú „om vadzsraszattva hum” mantra a százszótagú mantra kevésbé hivatalos változata, amely Dzsamgon Kongtrul láma szerint azonban így is tartalmazza a hosszabb mantra lényeges spirituális pontjait.

### A százszótagú mantra
A tibeti vadzsrajána buddhista gyakorlatban a százszótagú mantrát (tibeti: ཡིག་བརྒྱ; wylie: jik gya) használják a ngöndro gyakorlatokban a tudat szennyeződéseinek tisztítására, még azelőtt, hogy a tanuló a fejlettebb szintű tantrikus technikákba belekezdene. A különböző iskolákban használt helyesírás és kiejtés eltérő.
| ཨོཾ་བཛྲ་སཏྭ་ས་མ་ཡ་མ་ནུ་པ་ལ་ཡ། བཛྲ་སཏྭ་ཏྭེ་ནོ་པ་ཏིཥྛ། དྲྀ་ཌྷོ་མེ་བྷ་ཝ། སུ་ཏོ་ ཥྱོ་མེ་བྷ་ཝ། སུ་པོ་ ཥྱོ་མེ་བྷ་ཝ། ཨ་ནུ་ར་ཀྟོ་མེ་བྷ་ཝ། ས་རྦ་སི་དྡྷི་མེ་པྲ་ཡ་ཙྪ། ས་རྦ་ཀ་རྨ་སུ་ཙ་མེ ཙི་ཏྟཾ༌ཤེ་ཡཿ་ཀུ་རུ་ཧཱུྂ། ཧ་ཧ་ཧ་ཧ་ཧོཿ བྷ་ག་བ་ན ས་རྦ ཏ་ཐཱ་ག་ཏ་བཛྲ་མཱ་མེ་མུ་ཉྩ། བཛྲཱི་བྷ་ཝ་མ་ཧཱ་ས་མ་ཡ་སཏྭ ཨཱཿ །། ཧཱུྂ ཕཊ༔ | Oṃ (1) Vajrasattva (5) samaya (8)manupālaya (13) \| Vajrasattva (17) tvenopatiṣṭha (22) \| Dṛḍho me bhava (27) \| Sutoṣyo me bhava (33) \| Supoṣyo me bhava (39) \| Anurakto me bhava (46) \| Sarva siddhiṃ (50) me prayaccha (54) \| Sarvakarmasu (59) ca me (61) citta śriyaḥ kuru hūṃ (68) \| Hā hā hā hā hoḥ (73) Bhagavan (76) sarva (78) Tathāgata (82) Vajra (84)mā me muñca (88) \| Vajra bhava (92) mahāsamaya (97) sattva āḥ (100) \|\| |

A százszótagú mantrának különböző értelmezési szintjei vannak, amelyek más-más jelentéssel bírnak. Egyik értelmezés sem tekinthető végső megfejtésnek. A mantra egyik értelmezése magyarul:
|  | „Ó Te Rendíthetetlen Hatalmas, kinek magasztos tudata minden buddhák gyémánt természete, megsemmisítettél minden elhomályosulást, elérted az összes megvalósítást és túljutottál a szenvedésen, te már szabad vagy de szabadíts fel ígéretednek megfelelően.” |
|  | |

Egy másik, terjedelmesebb értelmezés szerint:
|  | „A mindenség isteni rezgése (om), A Vadzsraszattva szamaják, akik megtették az ígéretet az idők kezdete óta,hogy segítsenek megtisztulni az érző lényeknek az elhomályosulástól Támogass a védelmeddel és állj mellém Vadzsraszattva Maradj vezetőm és engedd, hogy megismerjem a vadzsra természetem Tégy engem tökéletesen elégedetté, hogy kötöttségektől mentessé váljak. Emeld fel bennem a pozitív energiát a dualitás mentesség áldásával és az ürességgel Légy szeretettel felém, és legyek elfogadó feléd, Túl minden megvalósítatlanság és spirituális kötöttségen, Miként légyen minden tett és aktivitás, Az aktivitásokra legyen az elmém mindig nyitott, Hum (mag, esszencia, a megvilágosodás szótagja) Ho (a boldogság nevetésének hangja) Minden lény belső lényének őrzője Vadzsraszattva legyen velem Tégy engem elválaszthatatlanná tőled, aki az ígéreteket tetted, Egyesíts a dualitás nélküliségében, Phat (törő szótag, a rossz cselekedetek alól felmentő erő rezgése).” |
|  | |

### Kísérőhölgyek
Vadzsraszattvát gyakran ábrázolják különböző kísérőhölgyek társaságában, amelyek közül a békések Vadzsragarvi, vagy más néven Vadzsraszattvátmiká (tibeti. Dordzse Nyema), Dharmadhatvisvari és Ghantapani, illetve a haragosak Diptacsakra, Vadzsratopa, Vadzsrabhrikuti, és mások.